# 1226 Ґолія
1226 Ґолія (1226 Golia) — астероїд головного поясу, відкритий 22 квітня 1930 року.
Тіссеранів параметр щодо Юпітера — 3,393.